# Erich Fromm
Erich Pinchas Fromm (23. března 1900 Frankfurt nad Mohanem, Německo – 18. března 1980 Locarno, Švýcarsko) byl německý a americký psycholog a humanistický filosof a sociolog. Představitel neofreudismu a západního marxismu. Pokoušel se spojit myšlenky těchto dvou směrů do jednoho systému, takže se jeho teorie soustředí především na sociokulturní vlivy působící na člověka.
Fromm je také jedním ze zakladatelů neopsychoanalýzy, konkrétně kulturní psychoanalýzy, která psychoanalýzu interpretovala spíše sociálně a kulturně než biologicky.

## Život
Erich Fromm pocházel z religiózní židovské rodiny a původně se chtěl stát rabínem. Po dvou semestrech práv ve Frankfurtu studoval sociologii v Heidelbergu, kde promoval roku 1922 u Alfreda Webera. Prodělal psychoanalytický výcvik v berlínském psychoanalytickém institutu. Roku 1926 se oženil s psychoanalytičkou Friedou Reichmann a sám se začal Freudově psychoanalýze věnovat; roku 1929 byl již v Berlíně známým psychoanalytikem. V té době manželé Frommovi opustili ortodoxní judaismus.
V letech 1929–1932 byl spolupracovníkem frankfurtského Ústavu pro sociální bádání a zároveň berlínského Kruhu marxistické psychoanalýzy okolo Freudova žáka Wilhelma Reicha. Roku 1931 se odloučil od své ženy, rozvedli se však teprve 1943. V roce 1933, kdy nacisté začali pronásledovat židy, emigroval do USA a působil na univerzitách v Michiganu a v New Yorku. Zde přerušil spolupráci s exilovou Frankfurtskou školou, přestože je nadále mnohé pohledy spojovaly. Vyučoval v Asociaci pro rozvoj psychoanalýzy Karen Horneyové, ale tu v roce 1943 z osobních i odborných důvodů opustil. O rok později se oženil s imigrantkou Henny Gurlandovou.
Roku 1949 přesídlil do Ciudad de México, kde učil na Mexické národní autonomní univerzitě. Roku 1953, rok po nečekané smrti své druhé ženy, se oženil potřetí, s Američankou Annis Freeman. Podporoval americké mírové a studentské hnutí, zastávaje svou vizi humanistického, demokratického socialismu.
Roku 1965 byl Fromm emeritován a roku 1974 se usadil v švýcarském Muraltu (Ticino). Fromm utrpěl několik srdečních infarktů a v březnu 1980 zemřel, několik dní před vydáním jeho desetisvazkového souborného díla. Je pochován ve švýcarské Bellinzoně.

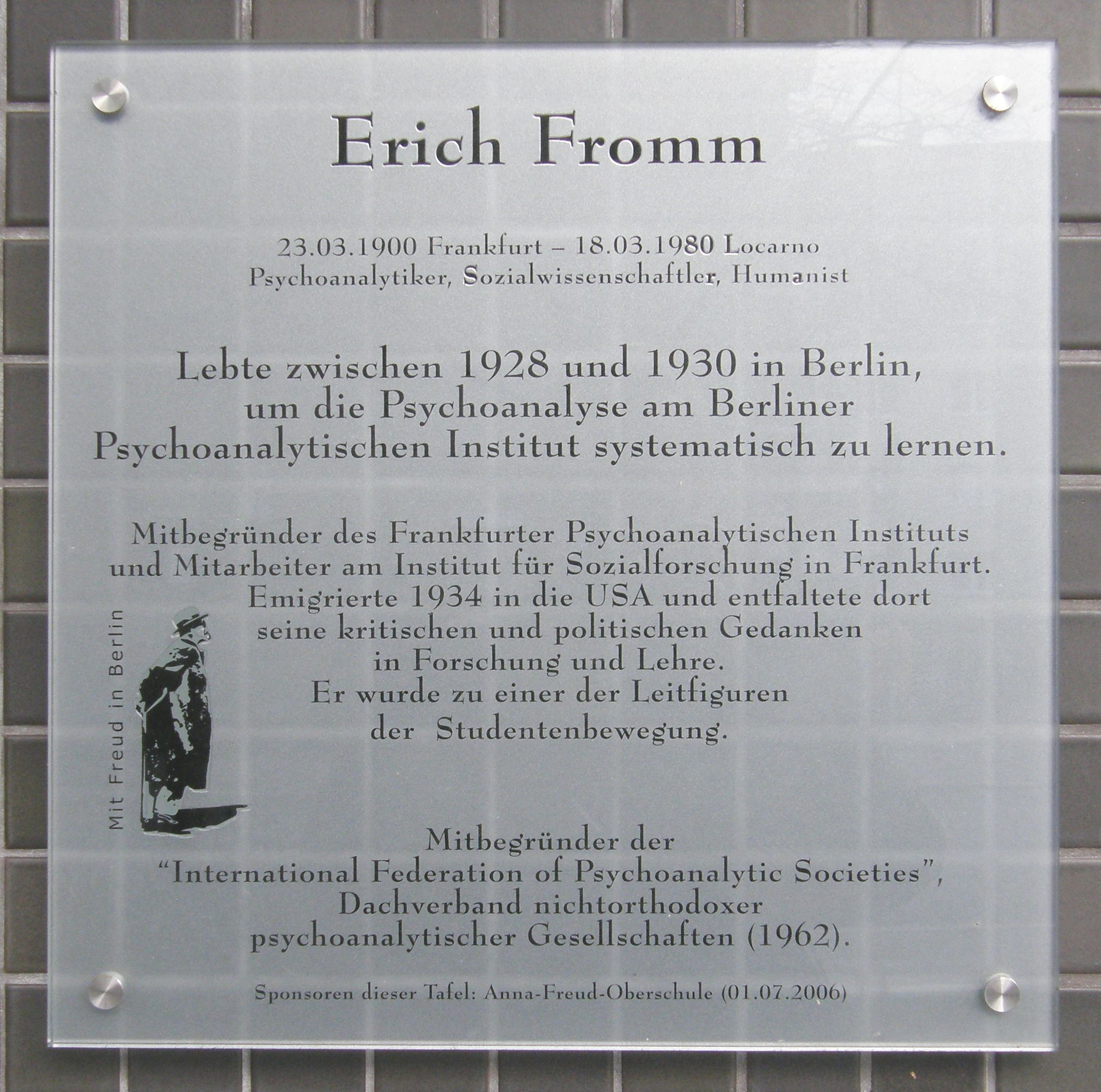
Erich Fromm. Pamětní tabule v Berlíně.

Fromm byl výrazným a vlivným intelektuálem, jehož srozumitelná díla o psychoanalýze, psychologie náboženství a úpadku kapitalistické společnosti se mnohdy stávala bestsellery; na druhou stranu jim byla z akademické strany vyčítána přílišná jednoduchost.

## Frommovy teorie

### Asimilace a socializace
Fromm opustil Freudův biologismus a přiblížil se antropologickému psychologismu a částečně existencialismu. Ve snaze vytvořit syntetickou koncepci osobnosti se věnoval hlavně mechanismům vzájemného působení psychiky a společenských činitelů v procesu formování osobnosti. Spojitost mezi psychikou jedince a sociální strukturou vyjádřil koncepcí sociálního charakteru, jehož podstatou jsou prý způsoby, kterými se člověk vztahuje k okolnímu světu. Toto vztahování probíhá ve dvou liniích:
1. asimilace – získávání a osvojení věcí.
2. socializace – vytváření vztahů k lidem a k sobě samému

Poruchy asimilace se projevují jako tyto neproduktivní charaktery:
1. receptivní orientace: konzumní, zájmy a přání určovány zvnějšku
2. vykořisťovatelská orientace: egoismus, ostatní lidi vnímám jako prostředek dosáhnutí svého cíle
3. tržní orientace: rozvíjím své vlastnosti, které jsou ekonomicky využitelné, své okolí i sám sebe posuzuji jen z hlediska tržní hodnoty
4. hromadivá orientace: obklopuji se věcmi, abych se cítil bezpečně, hromadění majetku, citů apod.

Proti těmto typům charakteru stavěl produktivní orientaci umožňující tvůrčí práci, zralou lásku a rozumné myšlení. Člověk tohoto charakteru je kreativní, harmonicky využívá své schopnosti a talent v interakci k okolí.
Poruchy asimilace podle Fromma vznikají tím, že člověk v konfliktu mezi vládnoucími normami a individuálními snahami „vytěsňuje“ emoce strachu jako neslučitelné rysy do nevědomí, čímž vznikají různé formy „sebeodcizení“ člověka, které jsou obzvlášť časté v západní společnosti s její odcizenou výrobou a konzumní společností. Kapitalismus kritizoval jako „nemocnou iracionální společnost“, proti níž stavěl z pozic nadtřídního humanismu projekt „zdravé společnosti“, kterou si představoval podobně jako Adler svou vizi společnosti jako spolupracujícího společenství. Navrhoval převýchovu amerického národa pomocí „sociální terapie“.
Dalším důležitým tématem Frommových děl je cesta lidstva ke svobodě a unikání před touto svobodou. Jednou z forem úniku před svobodou jsou autoritářské tendence – snaha o ovládání druhých lidí (ve Frommově terminologii sadismus), nebo naopak podrobování se (masochismus).
Na rozdíl od Freuda nepovažoval pud smrti za přirozený. Nekrofilii chápe jako patologický fenomén, který vzniká, když je narušená biofilie (= láska k životu). Nekrofil miluje vše, co neroste, je mechanické a neživé. Nekrofilie se projevuje ničením životního prostředí a fascinací vraždami a neštěstími různého druhu. Psychoanalýzu a na ní navazující terapie chápe jako pokus pomoci pacientovi, aby získal či obnovil schopnost milovat.

### Koncept původu zla
Nevěřil, že by člověk byl z přirozenosti dobrý nebo zlý, zastával názor, že jedinec má stejnou možnost stát se dobrým jako zlým a sám si vybírá, kterou cestou se vydá. Jistou roli však hraje i prostředí, v kterém se jedinec vyvíjí, a to především v raném dětství.
Za původ zla v lidech, jakožto jediných živočichů schopných úmyslného zla, viděl patologicky vyhrocené formy nekrofilie, narcismu a incestu. Za nekrofilii označoval nenávist k živému, narcismem rozuměl přehnanou lásku k vlastní domnělé dokonalosti a incestem nezdravou duševní vázanost na své rodiče. Tvrdil, že všechny tyto vlastnosti jsou do jisté míry přítomny u každého člověka, ale v malé míře jsou neškodné. Patologicky vyhrocenou směs všech tří původců nazýval „syndrom rozpadu“. Tímto syndromem, dle něj, například trpěl Adolf Hitler, ale i další militantní nacionalističtí diktátoři. Pokud se vykonstruovaný svět pacienta trpícího tímto syndromem nezrealizuje, dochází k šílenství. Vyhrocené podoby původců však mohou existovat i samostatně a nemusí na sobě nijak záviset. Za další známku zla považoval tzv. zhoubné násilí, které vychází z pomstychtivosti nebo z chladnokrevnosti. Více o tomto tématu napsal ve své knize The Heart of Man (česky Lidské srdce).

### Nová společnost
V knize To Have or To Be? (česky Mít nebo být?) se zabýval otázkou aktuálního odcizení člověka, které je způsobeno materialismem. Pro zlepšení situace nabídl model nové společnosti řídící se dle humanistického socialismu. Sám vycházel z myšlenek Buddhy, Ježíše, Mistra Eckharta a Karla Marxe. Jako západní marxista odmítl sovětský komunismus. Kritizoval v praxi užitý kapitalismus, ale i socialismus, právě pro jejich nakažení se materialismem.
Společnost dělil na ty, kteří žijí v módu vlastnění a módu bytí. Shledal, že většina lidí žije v módu vlastnění, kdy jsou zpracováni konzumem a materialismem. Tito jedinci kladou důraz na svůj majetek a ve vztazích jsou majetničtí, i přesto, že to sami nepřiznají. Lidé v módu bytí se soustředí jen na soulad se světem, jsou vnímaví a nesoustředí se na vlastnění. Základem nové společnosti je přerod lidí z módu vlastnění k módu bytí.
Základní přerod spočívá v lidech, měli by se vzdát závislosti na vlastnění a posílit svou empatii a zájem o druhé lidi a přírodu. Dále by se měli stát více aktivními, a to jak v osobním životě, tak v politice. Měli by potlačovat chtivost, nenávist, sobectví a narcisismus. Měli by se obecně vzdělávat, rozvíjet se, zdokonalovat, učit se solidaritě a rozeznávání dobra a zla. Posléze přerod nastane i ve státních strukturách. V hospodářství i ve státním aparátu proběhne proces decentralizace, také se razantně omezí volný trh a neomezený růst. Upadne tak odcizená byrokracie, konzumní výroba a riziko ekonomické krize. V nové společnosti se bude podporovat vyrábění jen potřebného zboží. O tom, co je potřebné, budou rozhodovat komise složené z odborníků v sociálních vědách, ale také z členů zájmových skupin a obyvatelstva. Přestane vykořisťování zaměstnanců, žen i přírody. Nikoliv však cestou znárodňování či kolektivizací. Nová společnost k takovým hodnotám dojde sama. V politice se posílí přímá demokracie, která bude moci fungovat díky aktivitě občanů a jejich vysoké a objektivní informovanosti.

## Hlavní díla
- 1941 – Escape from Freedom, (česky Strach ze svobody. Praha: Portál , 2014. ISBN 978-80-262-0615-6)
- 1947 – Man for Himself: An Inquiry Into the Psychology of Ethics, (česky Člověk a psychoanalýza)
- 1950 – Psychoanalysis and Religion, (česky Psychoanalýza a náboženství)
- 1951 – The Forgotten Language, (česky Mýtus, sen a rituál)
- 1955 – The Sane Society, (česky Zdravá společnost a Cesty z nemocné společnosti)
- 1956 – The Art of Loving, (česky Umění milovat. Praha: Portál , 2015. ISBN 978-80-262-0806-8)
- 1961 – Marx's Concept of Man, (česky Obraz člověka u Marxe)
- 1964 – The Heart of Man, (česky Duše člověka a Lidské srdce)
- 1966 – You Shall Be as Gods, (česky Budete Jako Bohové : Radikální Interpretace Starého Zákona a Jeho Tradice. Praha: Nakladatelství Lidové noviny, 1993.)
- 1973 – The Anatomy of Human Destructiveness, (česky Anatomie lidské destruktivity. Praha: Portál , 2019. ISBN 978-80-262-1542-4)
- 1976 – To Have or to Be?, (česky Mít nebo být? Praha: Portál , 2020. ISBN 978-80-262-1646-9)
- 1993 – The Art of Being, (česky Umění být. Praha: Portál , 2016. ISBN 978-80-262-1105-1)
- 1991 – The Pathology of Normalcy, (česky Patologie normálnosti. Praha: Portál , 2024. ISBN 978-80-262-2212-5)
- 1994 – The Art of Listening, (česky Umění naslouchat. Praha: Portál , 2018. ISBN 978-80-262-1341-3)